# Daniel Domingo de Escalada
Daniel Domingo de Escalada nació en Buenos Aires el 12 de diciembre de 1819, hijo de Mariano Escalada y Elvira de Reynoso y fue militar como su padre . 
Se casó con Aurelia Schuster, con quien tuvo 7 hijos (Sara Bibiana, Daniel Mariano, Rafaela Sara, María, Aurelia, Julia y Guillermo Luis).
Fue ayudante del General Ángel Pacheco, su tío político. 
Contra Juan Lavalle peleó en la Batalla de Quebracho Herrado a las órdenes de Manuel Oribe. 
Bajo el comando de Ángel Pacheco, tomó parte en la Batalla de Rodeo del Medio contra La Madrid. 
Se mantuvo fiel a Juan Manuel de Rosas hasta la caída del Restaurador. 
Murió Daniel Domingo de Escalada con el grado de Sargento Mayor el 2 de mayo de 1868.